# Германски африкански корпус
Германският африкански корпус (на немски: Deutsches Afrikakorps, DAK; чуй) е военен корпус на Нацистка Германия от Втората световна война.
Контролира германските танкови дивизии в Либия и Египет по време на Северноафриканската кампания.

## Организация
Африканският корпус е сформиран на 12 февруари 1941, след като ОКВ решава да изпрати Експедиционна сили в Либия, които да подкрепят италианската армия, която е отблъсната от Съюзническата контраофанзива Операция Компас. Първоначално експедиционните сили, комадвани от Ервин Ромел, се състоят само от Пети Танков Полк и различни други малки подразделения. Тези части са организирани в Немска пета лека дивизия, когато пристигат в Африка през февруари. През пролетта Пета лека дивизия е присъединена към 15 танкова дивизия, макар тя да не е пристигнала при офанзивата, която Ромел предприема в Киренайка. В това време Африканският корпус се намира официално под комадването на италианските сили, но това е само формалност, с която Ромел решава да не се съобразява.
На 1 октомври 1941 Пета лека дивизия е преименувана на 21-ва танкова дивизия.
Същото лято ОКВ реорганизира командната структура в Експедиционните сили в Африка. Създадена е Танкова група „Африка“ (Panzergruppe Afrika) с главнокомадващ Ервин Ромел. На 15 август Ромел е произведен в Главнокомандващ на Танковата Група, а командването на Корпуса е поето от Лудвиг Крювел. Танковата група контролира Африканския корпус, някои допълнително изпратени немски части плюс 2 италиански подразделения. („Група“ във Вермахта е еквивалентно всъщност на армия в другите войски и Танкова група „Африка“ е преименувана на Танкова армия „Африка“ (Panzerarmee Afrika) на 30 януари 1942.)